# Billie Rhodes
Billie Rhodes, nata Levita Axelrod (San Francisco, 15 agosto 1894 – Los Angeles, 12 marzo 1988), è stata un'attrice e produttrice cinematografica statunitense.
Era sposata con l'attore e produttore William Parsons.

## Biografia
Nata a San Francisco nel 1894, Levita Axelrod fece il suo debutto sullo schermo nel 1913, in  A Daughter of the Underworld, un cortometraggio prodotto dalla Kalem che la vedeva protagonista accanto a Carlyle Blackwell. Aveva iniziato la sua carriera artistica a undici anni, lavorando nel vaudeville. Attrice brillante, cambiò il suo nome in quello di Billie Rhodes quando venne presa in squadra dalla Nestor Film Company che le affidò tutta una serie di ruoli di primo piano nelle comiche prodotte dalla casa di Bayonne, dove Billie lavorò - tra gli altri - accanto a Eddie Lyons e a Lee Moran. Divenne un volto popolare del cinema dell'epoca, meritandosi il soprannome di The Nestor Girl.

## Galleria d'immagini

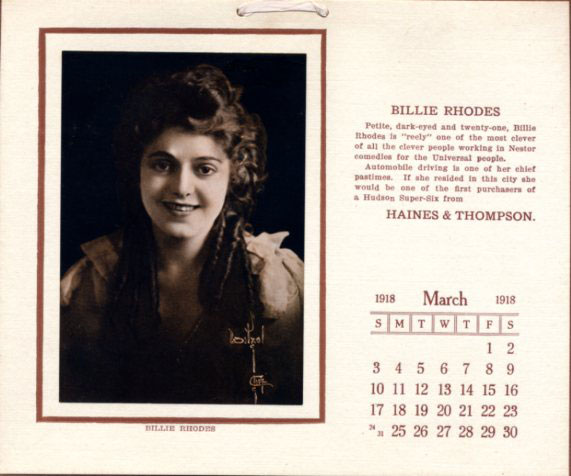
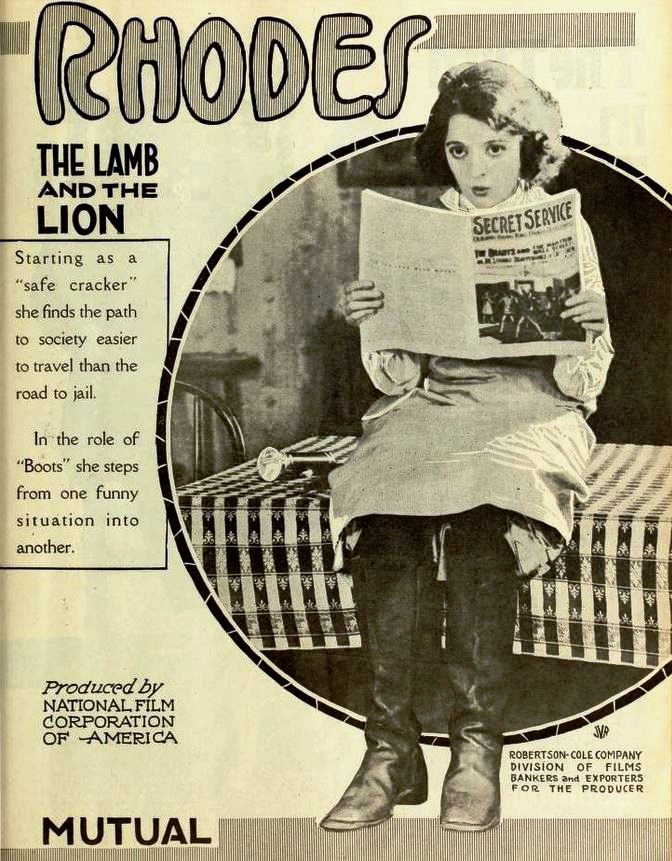
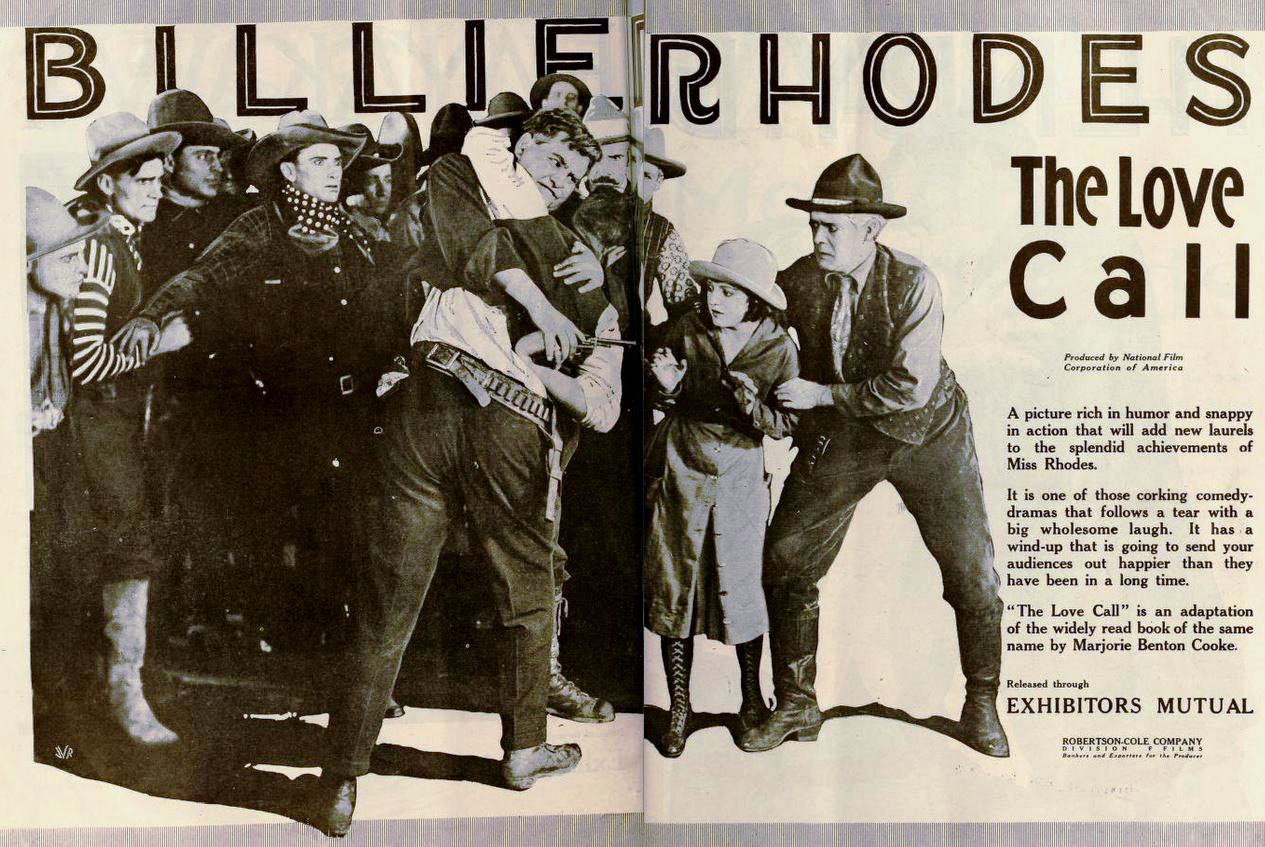
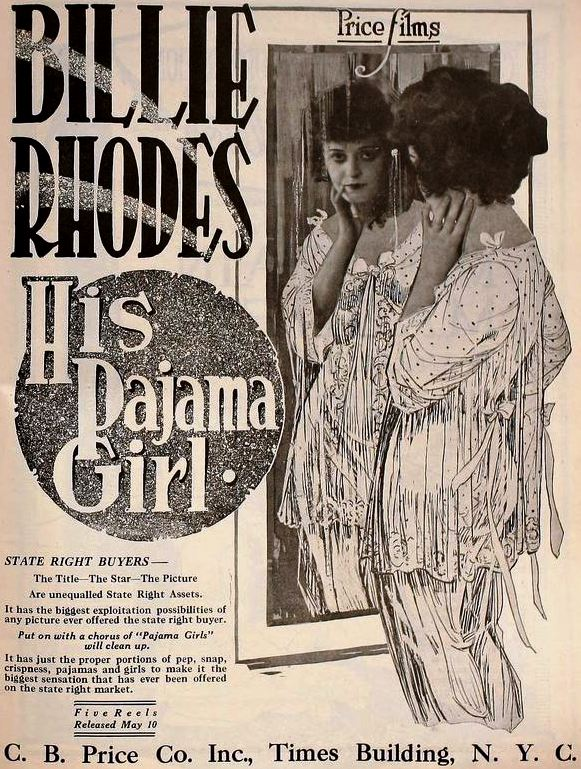
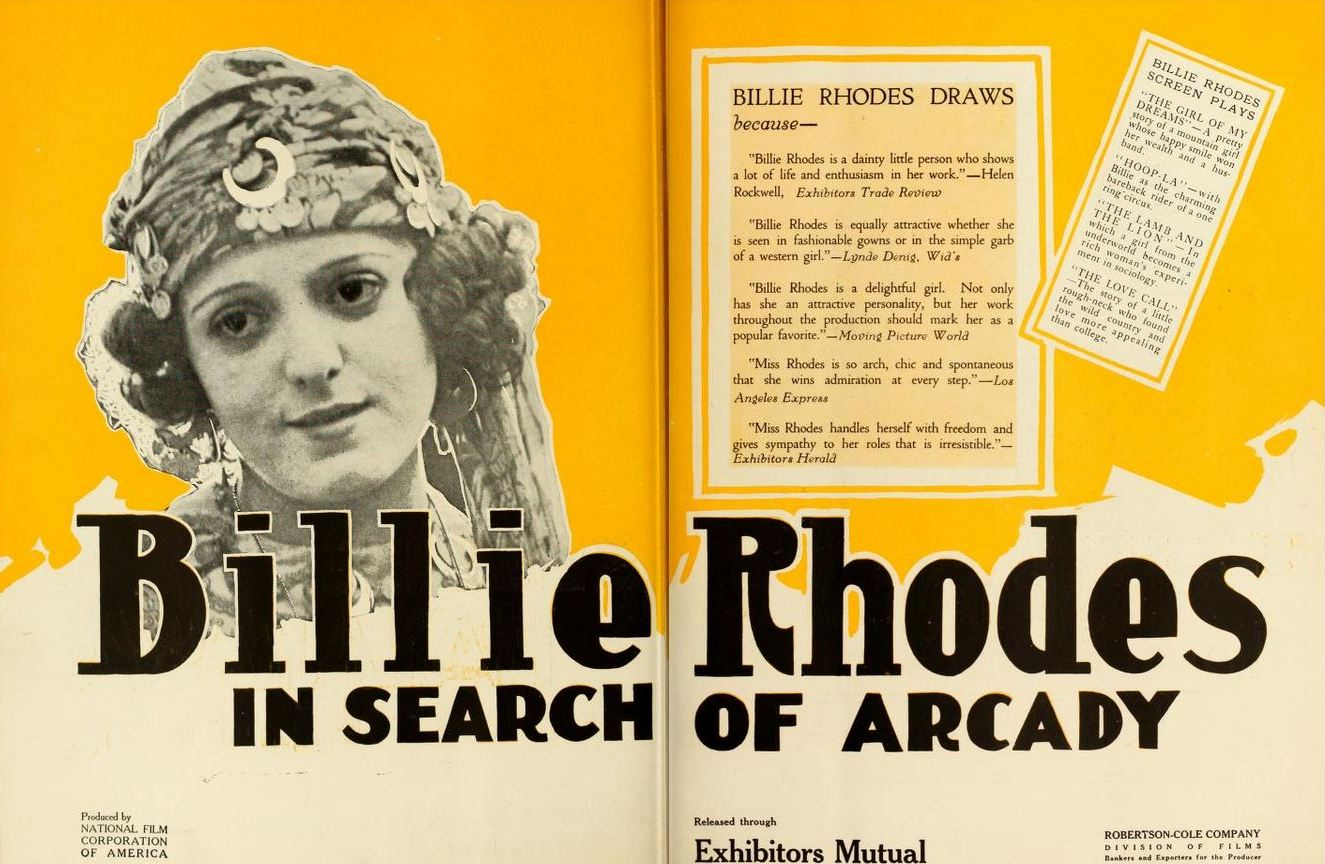
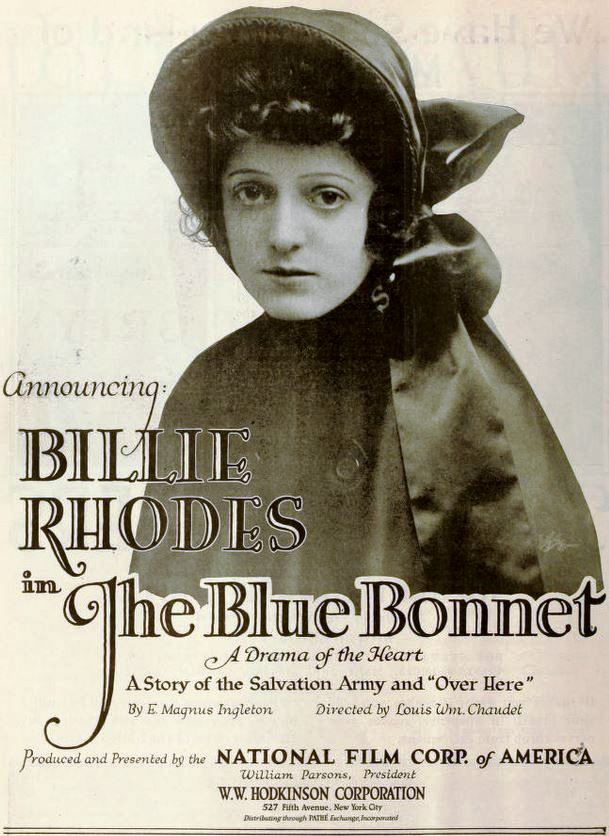

## Filmografia
- A Daughter of the Underworld, regia di George Melford - cortometraggio (1913)
- The Man Who Vanished, regia di George Melford - cortometraggio (1913)
- Perils of the Sea, regia di George Melford e Sidney Olcott - cortometraggio (1913)
- The Plot of India's Hillmen, regia di George Melford - cortometraggio (1913)
- The Cave Men's War, regia di George Melford - cortometraggio
- The Chinese Death Thorn, regia di George H. Melford - cortometraggio (1913)
- The Big Horn Massacre, regia di George Melford - cortometraggio (1913)
- Indian Fate
- The Tigers of the Hills
- A Leap for Life
- A Race with the Limited
- A Salt Mackerel Mine
- The Vengeance of the Vaquero
- And the Dance Went On
- The Box Car Bride
- Nellie the Pride of the Fire House - cortometraggio (1915)
- Taking Her Measure (1915)
- His Wife's Husband, regia di Al E. Christie (1915)
- Down on the Farm, regia di Al E. Christie (Al Christie) (1915)
- It Happened on Friday, regia di Al E. Christie (1915)
- His Only Pants, regia di Eddie Lyons (1915)
- The Baby's Fault, regia di Al E. Christie (1915)
- A Mixed Up Elopement, regia di Al E. Christie (1915)
- All in the Same Boat, regia di Al Christie (1915)
- His Nobs the Duke, regia di Al E. Christie (1915)
- Her Friend, the Milkman, regia di Eddie Lyons (1915)
- Almost a King, regia di Al Christie (1915)
- Wanted... A Chaperone, regia di Eddie Lyons (1915)
- Following Father's Footsteps, regia di Al E. Christie (1915)
- When Cupid Crossed the Bay, regia di Al E. Christie (1915)
- With Father's Help, regia di Al E. Christie (1915)
- Too Many Crooks, regia di Al E. Christie (1915)
- Their Friend, the Burglar, regia di Al E. Christie (1915)
- On His Wedding Day, regia di Horace Davey (1915)
- When Hubby Grew Jealous, regia di Horace Davey (1915)
- When Their Dads Fell Out
- When Father Had the Gout
- There's Many a Slip, regia di Horace Davey (1915)
- The Tale of His Pants
- The Rise and Fall of Officer 13
- It Happened While He Fished
- Dan Cupid: Fixer
- Her Romeo
- Kids and Corsets, regia di Horace Davey (1915)
- His Lucky Vacation
- A Maid and a Man, regia di Horace Davey (1915)
- He Fell in a Cabaret, regia di Edmund Breese (1915)
- Molly's Malady, regia di Horace Davey (1915)
- It Almost Happened
- When a Man's Fickle
- And the Best Man Won
- A One Cylinder Courtship
- The Frame-Up on Dad
- Circumstantial Scandal
- Father's Helping Hand
- Those Kids and Cupid
- Something in Her Eye
- Father's Lucky Escape
- A Looney Love Affair
- Wanted: A Leading Lady
- When Father Was the Goat, regia di Horace Davey (1915)
- Saved by a Skirt
- Operating on Cupid
- Keeping It Dark
- Her Speedy Affair
- When Three Is a Crowd
- The Boy the Girl and the Auto, regia di Horace Davey (1916)
- Mixed Kids
- The Disappearing Groom, regia di Horace Davey (1916)

- Fires of Youth (1924)

- Three Wise Goofs